# Centropages abdominalis
Centropages abdominalis is een eenoogkreeftjessoort uit de familie van de Centropagidae. De wetenschappelijke naam van de soort is voor het eerst geldig gepubliceerd in 1913 door Sato.